# Pyxis Ridge
Pyxis Ridge är en bergstopp i Antarktis. Den ligger i Västantarktis. Argentina, Chile och Storbritannien gör anspråk på området. Toppen på Pyxis Ridge är 926 meter över havet.
Terrängen runt Pyxis Ridge är kuperad åt nordväst, men åt sydost är den platt. Trakten är obefolkad. Det finns inga samhällen i närheten.